# Jamie Hince
Jamie Hince (19 de Dezembro de 1968) é um cantor e guitarrista britânico que faz parte da banda de indie rock The Kills.

## Carreira
Começou sua carreira musical em 1994, formando com seus amigos de colégio uma banda de rock chamada Scarfo onde lançou dois álbuns e saiu em 1998 quando a banda acabou. Jamie ainda participou de uma das formações da banda Blyth Power.
Em 1999 lançou seu EP, da banda Fiji com Jeremy Stacey.
Por volta do ano 2002, em um hotel conheceu sua atual companheira de banda, Alison Mosshart enquanto ele ensaiava em um quarto acima do dela e resolveram ser parceiros musicais, assim formando o The Kills.
Jamie Hince se casou com a modelo Kate Moss em 1 de Julho de 2011 na St Peter's Church, Inglaterra de quem se separou no segundo semestre de 2015.

## Discografia

### Scarfo
Scarfo (1995)

Luxury Plane Crash (1997)

### The Kills
Keep on Your Mean Side (2003)

No Wow (2005)

Midnight Boom  (2008)

Blood Pressures (2011)
Ash & Ice (2016)